# Tabanus quinquepunctatus
Tabanus quinquepunctatus är en tvåvingeart som beskrevs av James Stewart Hine 1925. Tabanus quinquepunctatus ingår i släktet Tabanus och familjen bromsar. Inga underarter finns listade i Catalogue of Life.